# Espacio marino de las Rías Baixas de Galicia
Espacio marino de las Rías Baixas de Galicia este o arie protejată (arie de protecție specială avifaunistică — SPA) din Spania întinsă pe o suprafață de 221.864,8 ha, integral marine.

## Localizare
Centrul sitului Espacio marino de las Rías Baixas de Galicia este situat la coordonatele 42°18′02″N 9°05′28″W / 42.3006°N 9.091°V.

## Înființare
Situl Espacio marino de las Rías Baixas de Galicia a fost declarat arie de protecție specială avifaunistică în iulie 2014 pentru a proteja 25 de specii de animale.

## Biodiversitate
Situată în ecoregiunile atlantică și marină Atlantică, aria protejată nu include niciun habitat protejat.
La baza desemnării sitului se află mai multe specii protejate de  păsări (25): alca (Alca torda), Calonectris diomedea, chirighiță neagră (Chlidonias niger), cufundar polar (Gavia arctica), cufundar mare (Gavia immer), cufundar mic (Gavia stellata), Hydrobates leucorhous, Hydrobates pelagicus, Hydrocoloeus minutus, pescăruș negricios (Larus fuscus), Larus marinus, pescăruș-cu-cap-negru (Larus melanocephalus), Larus michahellis, pescăruș râzător (Larus ridibundus), rață neagră (Melanitta nigra), Mergus serrator, Phalacrocorax aristotelis aristotelis, Puffinus mauretanicus, Puffinus puffinus, Rissa tridactyla, chiră de baltă (Sterna hirundo), Sterna paradisaea, chiră mică (Sternula albifrons), chiră de mare (Thalasseus sandvicensis), Uria aalge.
Pe lângă speciile protejate, pe teritoriul sitului au mai fost identificate 1 specie de păsări.